# Noyal-Pontivy
Noyal-Pontivy é uma comuna francesa na região administrativa da Bretanha, no departamento Morbihan. Estende-se por uma área de 53,47 km². Em 2010 a comuna tinha 3 735 habitantes (densidade: 69,9 hab./km²).